# الدوري التايلاندي الممتاز 2003-04
الدوري التايلاندي الممتاز 2003-04 (بالتايلندية: จีเอสเอ็มไทยลีก ฤดูกาล 2546/47)‏ هو الموسم 8 من الدوري التايلاندي الممتاز. كان عدد الأندية المشاركة فيه 10، وفاز فيه Krung Thai Bank F.C. ‏.